# Agave arizonica
Agave arizonica är en sparrisväxtart som beskrevs av Howard Scott Gentry och J.H.Weber. Agave arizonica ingår i släktet Agave och familjen sparrisväxter. Inga underarter finns listade i Catalogue of Life.

## Bildgalleri

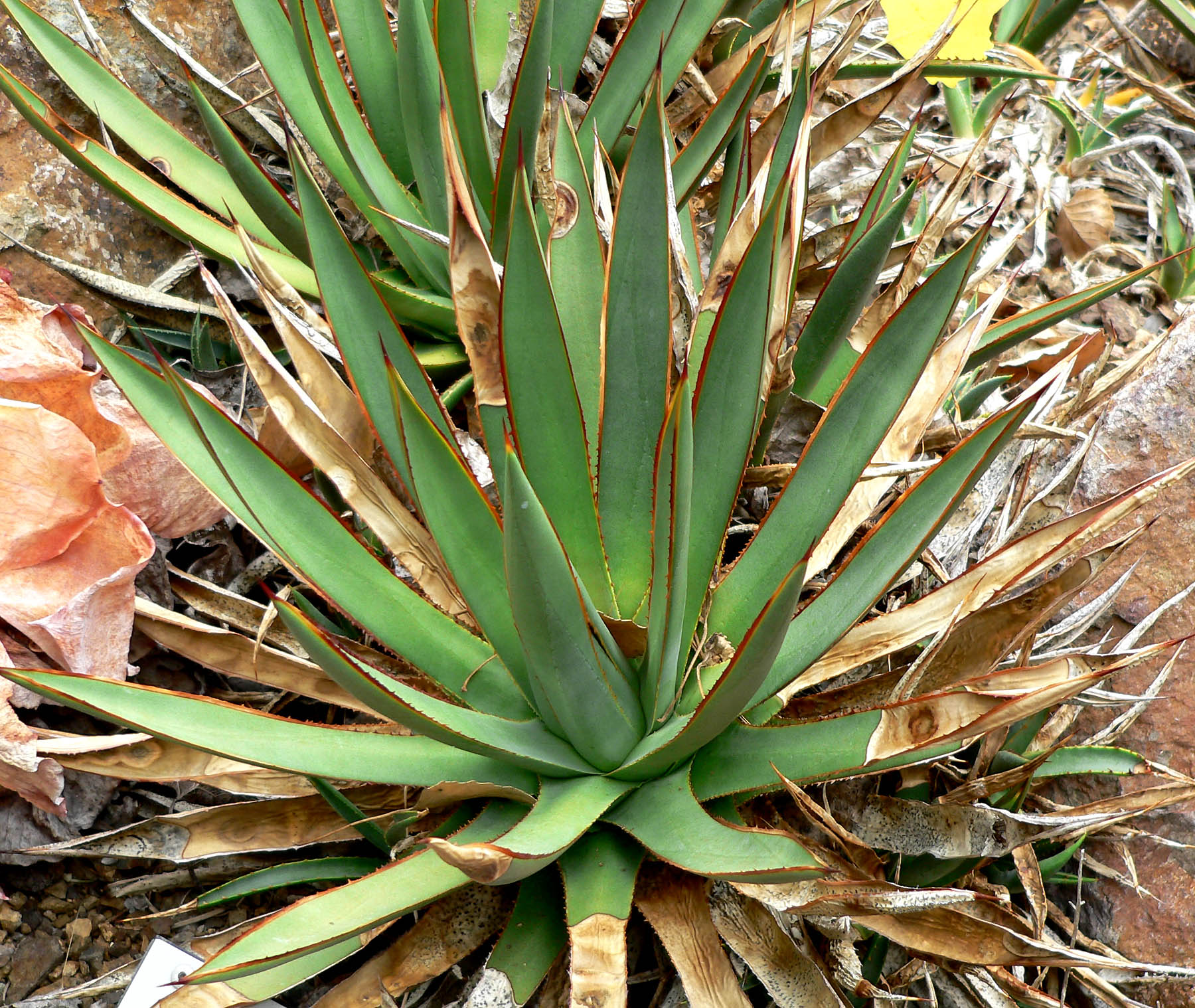
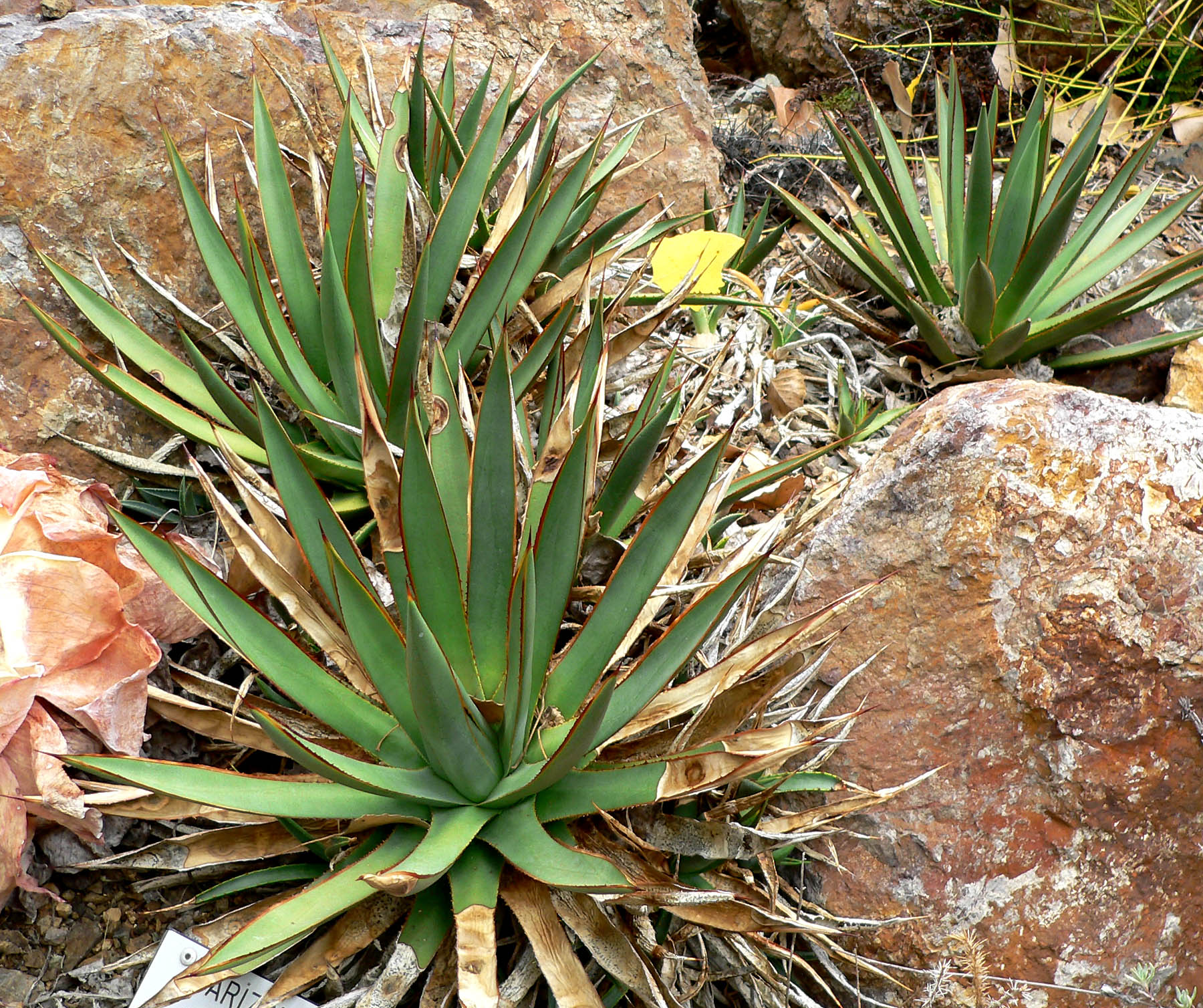
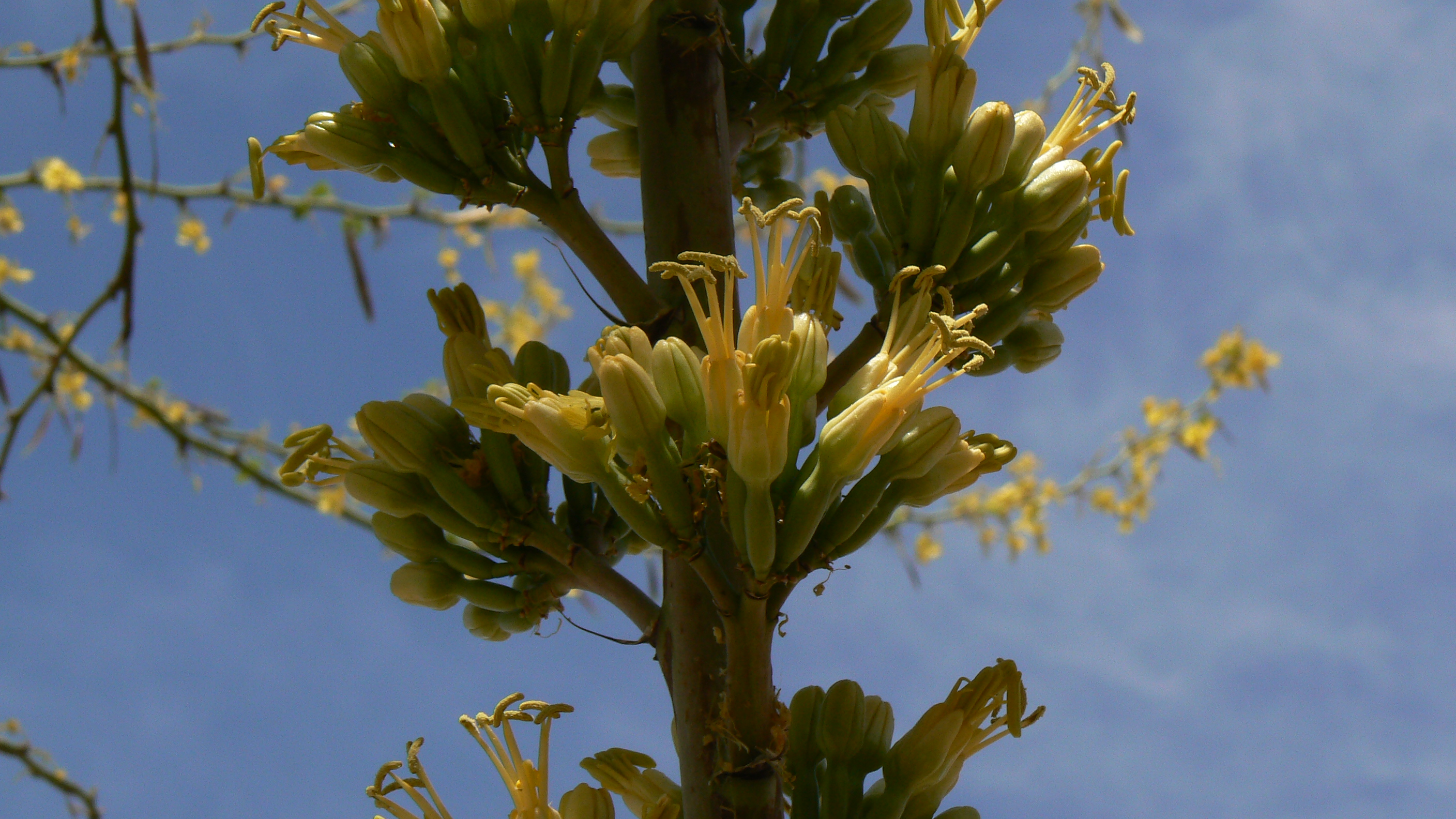
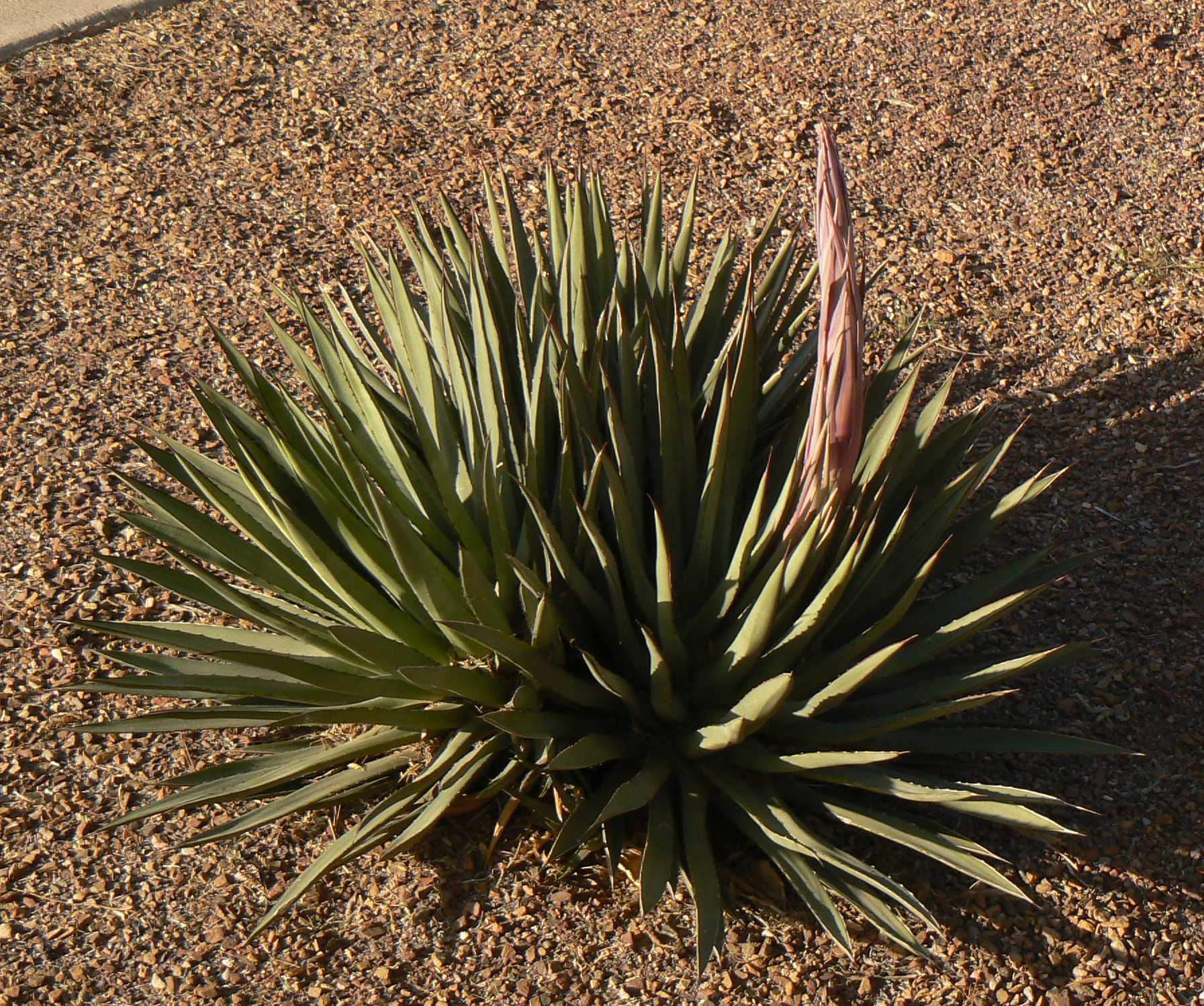